# Préventorium Sainte-Eugénie
Le préventorium Sainte-Eugénie (ou préventorium de Capbreton) était un établissement de soins et de séjours pour des enfants souffrant de maladies pulmonaires. Construit en 1888 sur le front de mer de Capbreton, il a été détruit en 1991.

## Description
Contrairement à une opinion répandue , il ne porte pas le nom de l'impératrice Eugénie épouse de Napoléon III qui affectionnait la côte basque toute proche, mais celui d'Eugénie Desjobert (1800-1880) sa donatrice . Elle a aussi laissé son nom à une rue de Capbreton et sa marque « ED » sur le pont de l'Adour à Saubusse.
Eugénie Desjobert avait laissé un legs de 1 100 000 francs pour la création d'un hospice destiné aux enfants pauvres des Landes atteints de scrofules. Ce n'est pas Saubusse, mais la commune de Capbreton qui offrit le terrain. Les travaux d'une valeur globale de 192 000 francs commencèrent fin 1886 selon les plans de l'architecte Roche .
L'asile départemental Sainte-Eugénie accueillit ses premiers malades en octobre 1889. Il fut renommé sanatorium Sainte-Eugénie. Il fut sous la direction du docteur Junqua de 1926 à 1937 .
Le sanatorium était destiné à héberger et soigner les enfants atteints de maladie pulmonaires ou infectieuses telles que la tuberculose, les écrouelles, la coqueluche. En effet, à l'époque, les mauvaises conditions d'hygiène, l'état de la médecine et l'absence de Sécurité sociale faisaient que les familles modestes avaient du mal à faire soigner leurs enfants.
C'était un solide bâtiment qui devait résister aux tempêtes d'hiver de la mer toute proche, avec de grosses pierres de couleur claire et une robuste toiture.
Il a été agrandi une première fois en 1907-1911, puis une seconde en 1923-1925 
Après la Seconde Guerre mondiale, les progrès conjugués de l'hygiène et de la médecine, la création de la Sécurité sociale et l'augmentation du niveau de vie ont rendu ce genre d'établissement moins nécessaire.
Il a été renommé de sanatorium en préventorium dans les années 1950. Puis centre héliomarin dans les années 1970, mais cette dénomination ne s'est pas imposée. Il est aussi devenu plutôt un centre de colonies de vacances ,.

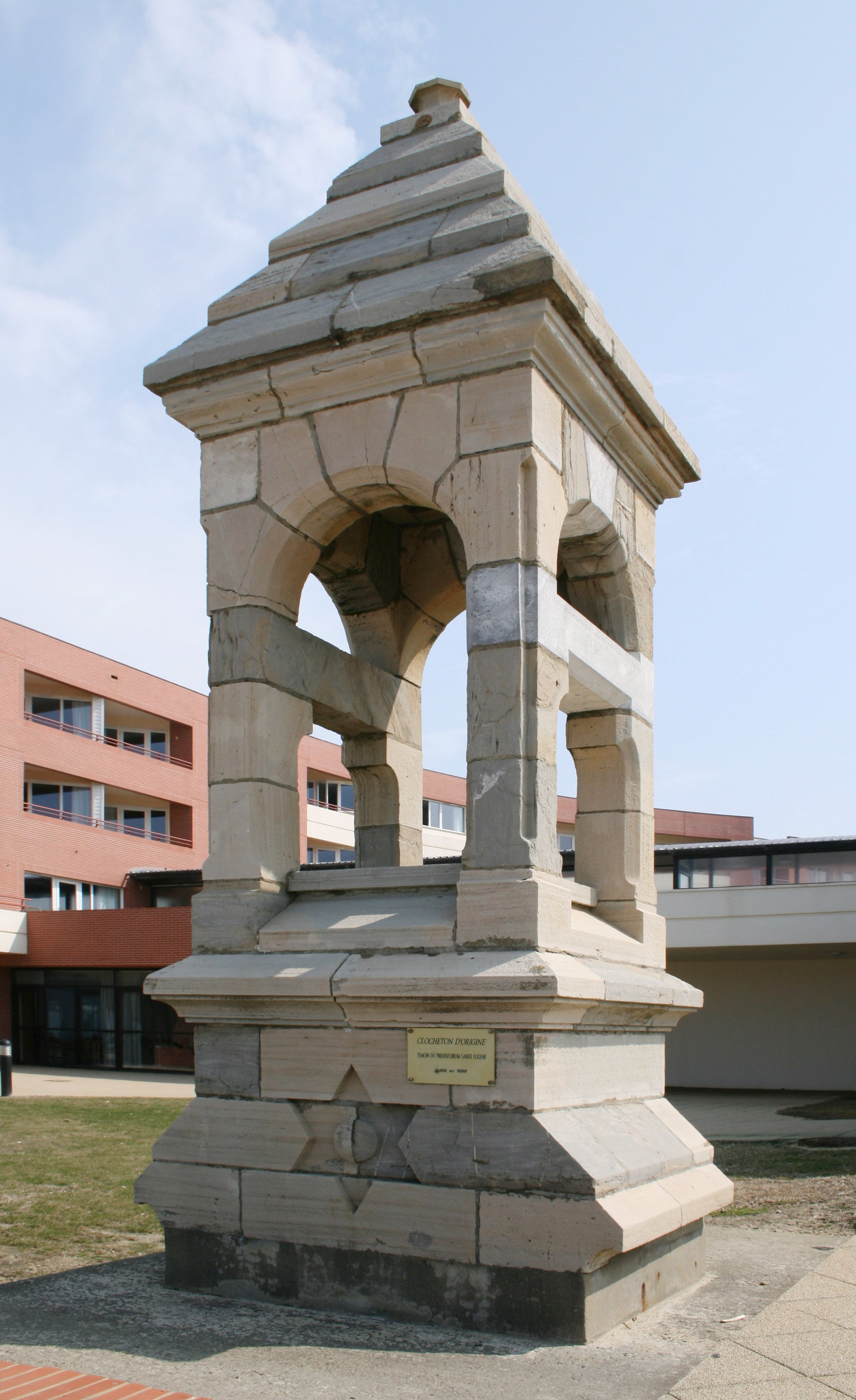
Le clocheton conservé.

Il a été fortement touché par la tornade du 8 août 1970. Une grande partie de la toiture a été emportée pour retomber une centaine de mètres plus loin. Il a été totalement reconstruit, mais finalement démoli en 1991 pour être remplacé par le CERS (le Centre européen de rééducation du sportif) et un hôtel de luxe ,. Il n'en reste plus que l'appellation de sa plage en tant que plage du prévent et son clocheton exposé en front de mer. Dans son installation originelle, il comportait une cloche qui était actionnée quand un navire était en difficulté .